# Jimmy Ashcroft
James "Jimmy" Ashcroft (Liverpool, 12 september 1878 - 9 april 1943) was een Engels doelman. Ashcroft is een van de meest succesvolle doelmannen uit de geschiedenis van Arsenal FC, toen nog Woolwich Arsenal. Tijdens het Engels voetbalkampioenschap 1901/02 behaalde hij 17 shutouts in 34 competitiewedstrijden, waarvan 6 op rij. Pas in 1998 slaagde opnieuw een Arsenal-doelman erin om 6 competitiewedstrijden op rij zonder tegendoelpunten te spelen, namelijk Alex Manninger. Tevens speelde Ashcroft 3 wedstrijden voor het Engels voetbalelftal.